# Szántay Aladár
Szántay Adolf, írói nevén Szántay Aladár (Debrecen, 1845. november 7. – Budapest, 1900. július 8.) ügyvéd, járásbíró.

## Élete
Szülei Szántai József és Kis Sára (Kiss Sarolta), 1845. november 11-én keresztelték Debrecenben. Iskoláit elvégezvén, Bihar vármegyének esküdtje lett. 1859-ben Pesten ügyvédi irodát nyitott. 1872-ben derecskei, majd utóbb tenkei aljárásbirónak, 1878 tavaszán pedig váci járásbírónak nevezte ki a kormány. Egyik legelső kutatója volt Debrecen őskori emlékeinek. Felesége Stockinger Eugénia (Jenny) volt, akit 1879 októberében jegyzett el.
Cikkei a Vasárnapi Ujságban (1864. Alföldi népbabonák), a Pesti Naplóban (1865. 38. sz. Csokonai V. M. lak- és halálozás helye Debreczenben); a Hazánk és a Külföldben (1869. A czigányok magyarországi történetei, 1870. Adalék a régészet történetéhez, Alföldi babonák).

## Munkái
- Debreczen környékén s Biharmegyében és a Hajdúkerületen talált kő- és bronzkorszaki maradványokról. Debreczen, 1871.
- Költemények. Debrecezen, 1871.
- A romanismus. Debreczen, 1877. (Azt tanácsolja a ruméneknek, hogy az orosz helyett inkább a magyarokkal szövetkezzenek, s hogy különösen a hazánkban lakók ne kifelé keressék a jövőt, hanem idebenn).
- Az őskori bronzgyártás hazánk területén. Nagyvárad, 1878.
- Költemények. Budapest, 1880.